# Cuiyan Kezhen
Cuiyan Kezhen (chiń. 翠巖可真, pinyin Cuìyán Kězhēn, kor. 취암가진 Ch’wiam Kajin, jap. Suigan Kakushin, wiet. Thuý Nham Khả Chân, zm. 1064) – chiński mistrz chan ze szkoły linji.

## Życiorys
Cuiyan pochodził z Changxi w prow. Fuzhou.
Praktykował chan u wybitnego mistrza chan szkoły linji – Ciminga Chuyuana. Jego braćmi w Dharmie byli dwaj mistrzowi chan, założyciele dwu frakcji szkoły linji – Yangqi Fanghui i Huanglong Huinan.
Według niektórych przekazów, osiągnął oświecenie, gdy mistrz Ciming podczas wygłaszania mowy nagle wskazał na niego i następnie uderzył go w klatkę piersiową. Według tekstu Wudeng huiyuan Ciyuan wraz z Jinlongiem i Shanem (również uczniami mistrza; Shan był uważany za najbardziej posuniętego wówczas w praktyce i był personalnym służącym mistrza) spędzili lato na pielgrzymce.
Po powrocie z niej Cuiyan udał się do mistrza i powiedział Mój umysł został zatruty przez starszego brata Shana. On przeszkadza ludziom. Z tej przyczyny przyszedłem zobaczyć się z tobą, mistrzu.
Shishuang (inne imię Ciminga) nagle spytał go Jakie jest ostateczne znaczenie naszej szkoły?
Cuiyan powiedział Bez chmur nad szczytami, księżyc rozsiewa fale umysłu.
Shihuang popatrzył na niego gniewnie i krzyknął Szpakowaty i bystry, a jednak wciąż masz jeszcze ten rodzaj zrozumienia! Kiedy odrzucisz życie i śmierć?!
Cuiyan zakłopotał się i poprosił Ciminga o naukę.
Shishuang powiedział Zapytaj mnie.
Cuiyan zadał mistrzowi to samo pytanie, które zadał mu przed chwilą nauczyciel.
Shishuang krzyknął na niego i powiedział Bez chmur nad szczytami, księżyc rozsiewa fale umysłu!
Po tych słowach Cuiyan osiągnął oświecenie.
Po otrzymaniu przekazu Dharmy od mistrza Cuiyan rozpoczął nauczanie. Przebywał w Hongzhou oraz na górze Daowu w Tanzhou.
Mnich spytał Cuiyana Dlaczego Bodhidharma przybył z zachodu?
Cuiyan powiedział Oraj głębiej, nasiona są za płytko.

## Linia przekazu Dharmy zen
Pierwsza liczba oznacza kolejność pokoleń od Pierwszego Patriarchy chan w Indiach Mahakaśjapy.
Druga liczba oznacza kolejność pokoleń od Pierwszego Patriarchy chan w Chinach Bodhidharmy.
- 38/11. Linji Yixuan (zm. 867) szkoła linji
  - 39/12. Xinghua Cunjiang (830–888/925) *także Weifu
    - 40/13. Nanyuan Huiyong (860–930) *także Baoying
      - 41/14. Fengxue Yanzhao (896–973)
        - 42/15. Shoushan Xingnian (926–993) *także Shengnian
          - 43/16. Fenyang Shanzhao (947–1024) *także Fenzhou lub Fenxue
            - 44/17. Ciming Chuyuan (987–1040) *także Shishuang i Nanyuan
              - 45/18. Huanglong Huinan (1002–1069) frakcja huanglong
              - 45/18. Yangqi Fanghui (992–1049) frakcja yangqi
              - 45/18. Cuiyan Kezhen (zm. 1064)
                - 46/19. Dagui Muche (zm. 1132)